# Лејкс бај ди беј (Флорида)
Лејкс бај ди беј (енгл. Lakes by the Bay) је градска четврт Катлер Беја и бивше пописом одређено насељено место је у америчкој савезној држави Флорида.

## Демографија
По попису из 2000. године број становника је 9.055.
| Група             | 2000.         | 2010.    |
| Белци             | 3.327 (36,7%) | 0 (0,0%) |
| Афроамериканци    | 1.391 (15,4%) | 0 (0,0%) |
| Азијати           | 252 (2,8%)    | 0 (0,0%) |
| Хиспаноамериканци | 3.969 (43,8%) | 0 (0,0%) |
| Укупно            | 9.055         | 0        |